# Lettice Knollys
Lettice Knollys, comtesse d'Essex et comtesse de Leicester, née le 8 novembre 1543 à Rotherfield Greys et morte le 25 décembre 1634 à Drayton Bassett, est une aristocrate anglaise et mère de Robert Devereux, 2e comte d'Essex, de Lady Penelope Rich et de Dorothy Percy.
Fille de Francis Knollys et Catherine Carey, elle est mariée en premières noces avec Walter Devereux. Avec son mariage avec le favori d'Élisabeth Ire, Robert Dudley, comte de Leicester, elle a encouru le mécontentement implacable de la reine, sa cousine. Elle est la petite-fille de Mary Boleyn, sœur d'Anne Boleyn.